# Dicranophyma uvarovi
Dicranophyma uvarovi är en insektsart som beskrevs av Salfi 1934. Dicranophyma uvarovi ingår i släktet Dicranophyma och familjen gräshoppor. Inga underarter finns listade i Catalogue of Life.